# كأس رابطة الدول المستقلة 2012
كأس اتحاد الدول المستقلة 2012 هي النسخة العشرين من كأس رابطة الدول المستقلة. أقيمت في سانت بطرسبرغ، روسيا بين 19 و29 يناير 2012.
استضافت سانت بطرسبرغ الحدث للمرة الثالثة، حيث أقيمت جميع المباريات في مكان واحد ( مجمع سانت بطرسبرغ للرياضة والحفلات الموسيقية). مثلت جميع الدول المشاركة من قبل منتخبات الشباب (تحت 20/تحت 21)، بدلاً من أبطال البطولات المحلية.

## الملاعب
| مجمع سانت بطرسبرغ للأحفال الرياضية |
| ---------------------------------- |
| سانت بطرسبرغ                       |
| السعة: 25,000                      |
|                                    |